# 寰亞洲立集團
寰亞洲立集團有限公司（Intercontinental Group Holdings Ltd.），是隸屬香港麗新集團在開曼群島註冊的企業，營運範圍跨足影視、網路、戲院等領域。

## 沿革
- 1969年11月，核心企業洲立影片發行（香港）由黎筱娉創立。
- 1996年11月，擴大經營規模，於開曼群島註冊成立洲立集團有限公司（Intercontinental Group Holdings Ltd.）。
- 2005年11月，日本角川集團取得70%股份成為主要股東。
- 2007年3月，由台灣角川總經理塚本進兼任營運總監[2]；同年6月，洲立集團改名為角川洲立集團有限公司（Kadokawa Intercontinental Group Holdings Ltd.，KIGH）。
- 2013年7月5日，豐德麗向角川洲立的兩大股東——角川集團亞洲及Lai's Holdings Limited（LHL）——收購70%及15%股權，代價分別為港幣1.75億及3,750萬元，合計總收購價2.125億元，全以現金支付。交易完成後，LHL依然持有角川洲立15%權益。[3][4]
- 2013年8月[5]，角川洲立改組為「寰亞洲立集團有限公司」[6]，創辦人黎筱娉仍擔任董事但正式交出經營主導權。

## 旗下關係企業
- 洲立影片發行（香港）有限公司（Intercontinental Film Distributors (H.K.) Ltd.，IFDL）
- 洲立影視有限公司（Intercontinental Video Ltd.，IVL）
- 洲立商品創建有限公司（Intercontinental Consumer Products Ltd.，ICP））
- 洲立互動媒體有限公司（Intercontinental Interactive Limited，IIL）
- 洲立影藝有限公司（Multiplex Cinema Ltd.，MCL）
- 網樂傳訊有限公司（Intertainment Ltd.）
- 智高遊戲科技公司（Lauro Game Entertainment LimitedLauro，LGE）
- 荃美廣告有限公司（Perfect Advertising & Production Co. Ltd.，PAPC）
- 洲立出版有限公司（Intercontinental Publishing Limited）

## 洲立影視（已停運）
至於洲立影視方面，則於1981年運作至今，早已榮獲迪士尼、派拉蒙、環球以及索尼影片委任為香港的家庭娛樂發行商。在本地製作上，洲立影視又與天映娛樂攜手合作，獨家為全球最大華語片庫「邵氏經典片庫」近600部猛片推出影碟。此外，寰亞影視發行擁有多部叫好叫座的影壇鉅製，洲立影視亦有幸將這些精彩猛片帶給更多觀眾。另一方面，洲立影視不但與母公司集團的洲立影片發行合作無間，亦是吉卜力工作室的長期協作伙伴，同時更獲得亞洲電視及香港電台電視部多個精選娛樂資訊節目的發行權。亦曾經擁有二十世紀霍士的VHS影帶及LD影碟發行權﹙註：於1995年中至1997年中合作，1997年末至1998年中期間則由寶隆洋行發行；而VCD影碟發行權並非由洲立負責，而是由得利影視於1997年開始負責其發行權，直至1998年末開始將其VHS影帶、LD影碟全面交由得利影視香港負責﹚。
洲立影視於教育範疇上都有相當貢獻，代理的益智唱學系列《班尼》，為本地家長提供了啟迪兒童學習興趣的影視教材。
不過於2021年6月30日後，因應Disney+於亞太地區推出，洲立影視不再推出迪士尼與霍士的影音產品，直至2022年7月其發行權轉給MantaLab負責。2023年4月28日，環球影業及索尼的家庭娛樂發行權因與洲立影視的合約到期而轉給MantaLab負責。2023年6月13日起，洲立影片部所發行的影片的影碟發行權轉給鐳射企業、千勣企業、域高娛樂及華娛有限公司負責。2024年7月19日起，派拉蒙的家庭娛樂發行權因與洲立影視的合約到期而轉給MantaLab負責。

## 外部連結
- 寰亞洲立集團網站 （页面存档备份，存于）（英文）（繁體中文）（简体中文）